# Uchu Keiji Sharivan
Uchu Keiji Sharivan (宇宙刑事シャリバン, Uchū Keiji Shariban, ook bekend als Space Sheriff Sharivan) is een Japanse tokusatsuserie geproduceerd door Toei Company. De serie is onderdeel van Toei’s Metal Heroes series, en de tweede serie in de Space Sheriff trilogie.
De serie werd uitgezonden op TV Asahi van 4 maart 1983 t/m 24 februari 1984. De serie bestond uit 51 afleveringen.

## Verhaal
De hoofdpersoon in de serie is Den Iga, die in de vorige serie (Uchu Keiji Gavan) al te zien was als een Space Sheriff in opleiding. Hij werd toen tijdens een patrouilleronde aangevallen door een monster van de criminele organisatie Makuu Empire, en raakte hierbij zwaargewond. Door tussenkomst van de Space Sheriff Gavan overleefde Den de aanval en werd naar de Bird Planet gebracht voor genezing. Later kwam Den naar de Aarde om Gavan bij te staan in zijn laatste gevecht met de Makuu.
Bij aanvang van deze serie is Gavan gepromoveerd tot Galactic Union Patrol kapitein en nu verantwoordelijk voor een heel planetenstelsel in plaats van een enkele planeet. Sharivan is nu een opgeleide Space Sheriff. Hij krijgt al snel te horen over een ondergrondse organisatie genaamd Madou, die nu de aarde bedreigt. Sharivan wordt door zijn commandant naar de Aarde gestuurd om Gavans oude positie als Space Sheriff van de Aarde over te nemen en de planeet te beschermen tegen de Madou. Hij wordt bijgestaan door de vrouwelijke sheriff Lily.

## Personages

### Protagonisten
- Den Iga /Sharivan: de held van de serie. Hij is een inwoner van het eiland Iga, waar hij aanvankelijk werkte voor een bospatrouille. Hij hielp zijn voorganter, Gavan, de Makuu te verslaan. Hij kan transformeren tot Sharivan met de kreet  Sekisha.
- Lili: een vrouwelijke space sheriff en Sharivans assistente op Aarde.
- Kapitein Gavan: de voormalige space sheriff van de aarde en de held uit de vorige serie. Nu gepromoveerd vanwege het verslaan van de Makuu.
- Kojiro: de vrolijke noot van de serie. Heeft voortdurend pech.
- Commandant Qom: de commandant van de Galactic Union Patrol.
- Mari: de secretaresse van Commantant Qom
- Mimi: de dochter van Commandatn Qom en de helper van Gavan.
- The Organaizers (27 en 50): een verzetsgroep die eveneens vecht tegen de Madou.

### ESP society Madou
Een organisatie van psychologische criminelen. Hun hoofdkwartier is een bunker genaamd
“Kasteel van de illusies”.
- Demon King Psycho: de leider van de Madou organisatie en de hoofdvijand uit de serie.
- Dr. Polter: strateeg en de monstermaker van de Madou.
- General Alfred: een veldcommandant van Madou.
- Akuma 1 en 2: spionnen van Polter en meesters in vermommen.
- Leider (34-50) : een mysterieus wezen die zelf de controle over de Madou wil overnemen. *Big King Gamagon: een enorm zwevend hoofd afkomstig uit de toekomst.

## Afleveringen
1. Visions (幻夢 Genmu)
2. Spirit World New Town (魔界ニュータウン Makai Nyū Taun)
3. A Promise With Kumiko (久美子との約束 Kumiko to no Yakusoku)
4. The Microcomputer Investigation (マイコン指名手配 Maikon Shimeitehai)
5. Yohko of the Harbor Doesn't Forget the Melody of Love (港のヨーコは愛のメロディを忘れない Minato no Yōko wa Ai no Merodi o Wasurenai)
6. The Small Life Flying Through the Forest of the Battlefield (戦場の森をかける小さな命 Senjō no Mori o Kakeru Chiisa na Inochi)
7. Who is the Me Floating in the Mirror!? (鏡の中に浮かぶ私は誰れ!? Kagami no Naka ni Ukabu Watashi wa Dare!?)
8. The Comeback Salmon Revived by the Lutaceous River (泥の河は甦える カムバック サーモン Dorono Kawa wa Yomegaeru Kamubakku Sāmon)
9. The Surprise House is at Vision Town, Address 0 (ビックリハウスは幻夢町0番地 Bikkuri Hausu wa Genmu Machi Zero Banchi)
10. Vision Castle - Chase the Shadow of the Tokyo Express (幻夢城 - 東京 エキスプレスの影を追え Genmu Shiro - Tōkyō Ekisupuresu no Kage o Oe)
11. He Came From the Dark Nebula, the Strongest Villain, Fighter (暗黒星雲から来た 最強の悪役ファイター Ankoku Seiun Kara Kita Saikyō no Akuyaku Faitā)
12. An Alien's Smile; Operation My Friend (異星人のほほえみ マイフレンド作戦 Iseijin no Hohoemi Mai Furendo Sakusen)
13. Strength is Love; The Heroes Set Off (強さは愛だ 英雄たちの旅立ち Tsuyosa wa Ai da Eiyū-tachi no Tabidachi)
14. The Grandmother Who's Scared of Recurring Nightmares (連続夢魔におびえる億万長者  Obachan Renzoku Muma ni Obieru Okumanchōja)
15. The Device Island of the Sea's Rumbling (海鳴りの仕掛島 Uminari no Shikake Shima)
16. The Dangerous Hit Song Sung by the Pretty Girl (美少女歌手が歌う危険なヒットソング Bishōjo Kashu ga Utau Kiken na Hitto Songu)
17. The Wondrous Extradimensional Trip of the New Model Double-Decker Bus (新型二階だてバスのふしぎな異次元旅行 Shingata Nikai Date Basu no Fushigi na I-jigen Ryokō)
18. It's Summer! It's the Sea! The Meteor Group Who Attacks Izuhantou (夏だ! 海だ! 伊豆半島を襲うメテオの群 Natsu da! Umi da! Izuhantō o Osō Meteo no Gun)
19. The Mysterious Girl Who Stands Alone on the Cape Wicked Men Visit (魔境岬に一人立つ神秘の少女 Makyō Misaki ni Hitori Tatsu Shinpi no Shōjo)
20. The Prism Desert Island That Calls the Stormy Seas (荒波が呼ぶ七色水晶の孤島 Aranami ga Yobu Shichishoku Suishō no Kotō)
21. The Secret Room's Fang - Lily Likes a Mystery (密室の牙・リリィはミステリーがお好き Misshitsu no Kiba - Ririi wa Misuterī ga O-suki)
22. The Temptation to Heaven That the Tennis Player Attacks (テニスプレーヤーを襲う天国への誘惑 Tenisu Purēyā o Osō Tengoku e no Yūwaku)
23. Fear of the Copy Era; Big Gathering of All Humans (コピー時代の恐怖 そっくり人間大集合 Kopī Jidai no Kyōfu Sokkuri Ningen Dai Shūgō)
24. The Japan Lazy Person Disease Transported by the Insect Hurricane (昆虫ハリケーンが運んだ日本なまけ者病 Konchū Harikēn ga Hakonda Nihon Namakemono Byō)
25. Tears in a Demon's Eye - An Angel's Tears - Papa's Help is Coming (鬼の目に涙・天使の涙・パパ助けに来て Oni no Me ni Namida - Tenshi no Namida - Papa Tasuke ni Kite)
26. The Trap of Hatred; The Great Makeup War (憎しみの罠 メイクアップ大戦争 Nikushimi no Wana Meikuappu Dai Sensō)
27. The Treacherous Skies; The Fugitive From the Dark Prison (裏切りの空 暗黒刑務所からの逃亡者 Uragiri no Sora Ankoku Keimusho Kara no Tōbōsha)
28. The Campus is an 80m Wind Speed Violent Storm (キャンパスは風速80Mの猛烈ストーム Kyanpasu wa Sōsoku Hachijū Mētā no Mōretsu Sutōmu)
29. Who is the Enemy? The Hot-Blooded Man Who Targets the Wilderness (敵は誰だ? 荒野をめざす熱血児 Teki wa Dare da? Areno o Mezasu Nekketsuji)
30. The Abandoned Children; Transforming Mama (捨てられる子供たち 変身するママ Suterareru Kodomo-tachi Henshin Suru Mama)
31. Miyuki, Now? The Wandering Illusion Crystal (みゆきは今? さまよえる幻のクリスタル Miyuki wa Ima? Samayoeru Maboroshi no Kurisutaru)
32. The Vision Dream Device Orange and a Lullaby! (幻夢じかけのオレンジと子守唄! Genmu Jikake no Orenji to Komoriuta!)
33. An Instant Trip! Inside the Vision Castle are Bizarre Flowers in Full Bloom (瞬間旅行! 幻夢城内は怪奇の花ざかり Shunkan Ryokō! Genmu Jōnai wa Kaiki no Hanazakari)
34. The Hair-Raising Spirit is the Guide to the Ghost World (総毛立つ幽鬼は死霊界への案内人 Sōkedatsu Yūki wa Shiryō Kai e no Annai Hito)
35. If You Fall, Stand up, Den! Love is the Radiance of Life (倒れたら立ちあがれ電! 愛は生命の輝き Taoretara Tachiagare Den! Ai wa Seimei no Kagayaki)
36. The Iga Warrior Team's Z Flag Rises in the Cloudy Space Sky (風雲の宇宙海にイガ戦士団のZ旗あがる Fūun no Uchū Umi ni Iga Senshi Dan no Zetto Hata Agaru)
37. The Bear-Hunting Grandpa Saw the Wondrous Poison Flower (不思議な毒花を熊狩りじいさんは見た Fushigi na Doku Hana o Kumagari Jiisan wa Mita)
38. Crazy Whispering Coup d'Etat, Visions of Dark Clouds (乱心ささやきクーデター暗雲の幻夢城 Ranshin Sasayaki Kūdetā An'un no Genmu)
39. The Doll Knows the Wounds of the Iga Warrior's Heart (人形は知っているイガ戦士の心の傷を Ningyō wa Shitte Iru Iga Senshi no Kokoro no Kizu o)
40. The Fiery Car Chase, the Great Promise to Tear Bonds of Love (炎のカーチェイス 愛の絆を裂く大予言 Honō no Kā Cheisu Ai no Kizuna o Saku Dai Kanegoto)
41. Phoenix!! Return to the Crazy Vision World (不死鳥よ! 逆噴射の幻夢界へ舞いもどれ Fushichō yo! Gyakufunsha no Genmu Kai e Maimodore)
42. The Crimson Youth of the Female Warrior Who Ran Through the Battlefield (戦場を駆けぬけた女戦士の真赤な青春 Senjō o Kakenuketa Onna Senshi no Makka na Seishun)
43. The Tears of a Mother and Child's Love Flow Down the Road to Heaven (母と子の愛の涙が天国への道に流れる Haha to Ko no Ai no Namida ga Tengoku e no Michi ni Nagareru)
44. The Midnight Cinderella is Full of the Aroma of Roses (バラの香りに満ちた真夜中のシンデレラ Bara no Kaori ni Michita Mayonaka no Shinderera)
45. The Audition's Trap; The Big Little Child Star (オーディションの罠 ちびっ子大スター Ōdishon no Wana Chibikko Dai Sutā)
46. The Birthday Promise; The Sky Cloud That Draws a Dream to the Heavens (誕生日の約束 大空に夢をえがく飛行雲 Tanjōbi no Yakusoku Ōzora ni Yume o Egaku Hikō Kumo)
47. The Older Brother and Younger Sister Who Wish For Happiness; Sparks Fall, Holy Sword, Evil Sword (幸福をねがう兄と妹 火花散る正剣邪剣 Kōfuku o Negau Ani to Imōto Hibana Chiru Seiken Jaken)
48. Mimi (ミミー Mimī)
49. Gamagon (ガマゴン Gamagon)
50. Sea Monster (海坊主 Umibōzu)
51. Sekisha - Jouchaku (赤射・蒸着 Sekisha - Jōchaku)

## Rolverdeling
- Den Iga / Sharivan: Hiroshi Watari
- Lily: Yumiko Huruya
- Retsu Ichijouji / Gavan: Kenji Ohba
- Mimi: Wakiko Kano
- Qom: Toshiaki Nishizawa
- Marin: Kyoko Nashiro
- Tsukiko Hoshino: Aiko Tachibana
- Kojiro Oyama Masayuki Suzuki
- Kappei Suzuki:Gozo Sohma
- Chiaki Suzuki:Midori Nakagawa
- Chie Suzuki:Yukari Aoki
- Akira Suzuki:Katsuya Koiso
- Miyuki: Sumiko Kakizaki
- Belle Hellen: Yuki Yajima
- General Alfred/Madou: Toshimichi Takahashi
- Saint: Takeshi Watabe
- Denichiro Iga : Tsunehiko Kamijo (aflevering Flashback)
- Yuhko Iga : Yoshiko Yoshino (aflevering Flashback)
- Voicer: Sonny Chiba (in Flashback) (aflevering 15)
- Hunter Killer: Michiro Iida (in Flashback) (aflevering 15)
- Demon King Psycho: Shozo Iizuka
- Doctor Polter: Hitomi Yoshioka
- Shaider: Hiroshi Tsuburaya
- Rader: Mitsuo Ando
- Umibōzu: Kazuyoshi Yamada
- Verteller: Issei Masamune